# Helga Cossu
Helga Cossu (Pontecorvo, 18 aprile 1980) è una giornalista e conduttrice televisiva italiana, nota principalmente come mezzobusto di Sky TG24 fino al 30 luglio 2023.

## Biografia
Ha iniziato la sua carriera giovanissima come giornalista politica per alcuni giornali del Basso Lazio passando presto alla televisione. Le sue prime esperienze sono state in emittenti locali, come Teleuniverso e Romauno.
Nel 2008 è entrata a far parte della redazione di Sky TG24 dopo essere stata notata da Emilio Carelli ed è stata poi impegnata nella fascia pomeridiana dalle ore 12:00 alle ore 19:00.
Nel marzo 2020, durante la pandemia di COVID-19 del 2020 in Italia ha preso parte come conduttrice di Sky TG24 alla maratona culturale e di solidarietà per sostenere medici, infermieri e altri professionisti del nostro sistema sanitario su YouTube intitolata: L'Italia chiamò: volti e voci dell'Italia che resiste al Coronavirus. All'iniziativa, alla quale ha aderito anche il Ministero per i beni e le attività culturali e per il turismo, hanno partecipato esponenti del giornalismo televisivo come: Ernesto Assante, Barbara Carfagna, Massimo Cerofolini, Laura Delli Colli, Pierluigi Diaco, Massimo Giannini, Nicola Savino, Luca Sofri e molti altri.
Partecipa come opinionista a Dimartedì su LA7. Riceve inoltre un riconoscimento dalla Gazzetta di Parma venendo dichiarata nel 2017 una delle nove telegiornaliste che bucano lo schermo della televisione.
Nel 2013 ha partecipato al film Benvenuto Presidente! nel ruolo di se stessa che conduce il telegiornale.
Dal 20 settembre 2019 al 1º luglio 2023 ha condotto Sky Tg 24 "Progress".
Il 1º settembre 2023 entra a far parte del gruppo Leonardo S.p.A. come responsabile delle attività di outreach (aperture verso l’esterno, per raggiungere un pubblico più ampio).
Dal 16 novembre 2023 è direttrice di Fondazione Ansaldo.
È direttrice generale di Fondazione Leonardo.